# 池田長常
池田 長常（いけだ ながつね）は、江戸時代前期の大名。備中国松山藩2代藩主。長吉系池田家3代。官位は従五位下・出雲守。

## 生涯
慶長14年（1609年）、備中松山藩初代藩主・池田長幸の長男として誕生。
武勇に優れ、勇猛な士を愛する人物だといわれている。また、藩主になる前から江戸幕府3代将軍・徳川家光に兜を受領するなど、寵愛を受けていた。
寛永9年（1632年）の父の死去により家督を継ぐ。この時、次弟の長純（長教）と分割相続すべきとの遺言で、叔父の長頼と長純の舅である脇坂安信が口論、長頼が安信の弟・安経を殺害、長頼は切腹、安信も改易された。長常にはお咎めなく一括相続されている。
寛永10年（1633年）、松江藩の堀尾忠晴が嗣子の無いまま死去して堀尾家が改易となった際、松江城を守備した。
長男の万大夫が早くに死去して娘しかおらず、死に臨んで娘を末期養子として家督を継がせようとしたが、幕府からの裁定が下る前に寛永18年（1641年）9月6日に死去。結局、末期養子を許されず、備中松山における池田家は断絶した。享年33。
長常・長信の母の嘆願により、三弟の長信が1000石の旗本となって井原に陣屋（井原陣屋）を持ち、4箇村を治めることを許され、池田家の家名は辛うじて存続した。

## 系譜
- 父：池田長幸（1587-1632）
- 母：松子 - 森忠政娘
- 正室：堀直寄娘
- 生母不明の子女
  - 男子：万大夫
  - 次女：分部嘉治正室
  - 女子：溝口政良正室
  - 女子：酒井忠洪正室